# Jochem Hoekstra
Jochem Hoekstra (21 de octubre de 1992) es un ciclista profesional neerlandés, retirado en 2017.

## Palmarés
2014
- 1 etapa de la Carpathia Couriers Paths
- Tour de Berlín, más 1 etapa

2015
- Omloop der Kempen